# Rengasjajar
Rengasjajar is een bestuurslaag in het regentschap Bogor van de provincie West-Java, Indonesië. Rengasjajar telt 8955 inwoners (volkstelling 2010).